# Ahmad Madania
Ahmad Madania (en árabe: أَحمَد مَدَنِيَّة‎; Latakia, Siria, 1 de enero de 1990) es un futbolista de Siria que juega en la posición de guardameta. Desde 2023 juega con el Jableh SC de la Liga Premier de Siria.

## Carrera

### Club
| Periodo   | Club             |
| --------- | ---------------- |
| 2009-2014 | Tishreen SC      |
| 2014–2019 | Al-Jaish Damasco |
| 2019–2023 | Tishreen SC      |
| 2023–     | Jableh SC        |

### Selección nacional
Ha jugado a nivel de selecciones nacionales desde la categoría sub-17. Debutó con Siria en 2016 y tres años después fue convocado para jugar en la Copa Asiática 2019 en los Emiratos Árabes Unidos.

## Logros
- Liga Premier de Siria (8): 2014–15, 2015–16, 2016–17, 2017–18, 2018–19, 2019-20, 2020-21, 2021-22
- Copa de Siria (2): 2018, 2023
- Supercopa de Siria (2): 2018, 2019